# BattleTech: Ubawareta Seihai
BattleTech: Ubawareta Seihai (バトルテック ～奪われた聖杯?, BattleTech: Ubawareta Seihai) è un videogioco realizzato per gli home computer Sharp X68000 e PC-98 dalla software house Cross Media Soft e pubblicato da Victor Musical Industries nel 1992. Si tratta di una simulazione di pilotaggio di mech, del tipo sparatutto in prima persona.
Il gioco è di fatto un porting di MechWarrior, creato ad alcuni anni dal debutto di quest'ultimo (1989, per ambiente MS-DOS).
L'applicazione videoludica è ispirata al gioco da tavolo BattleTech dell'editore FASA.

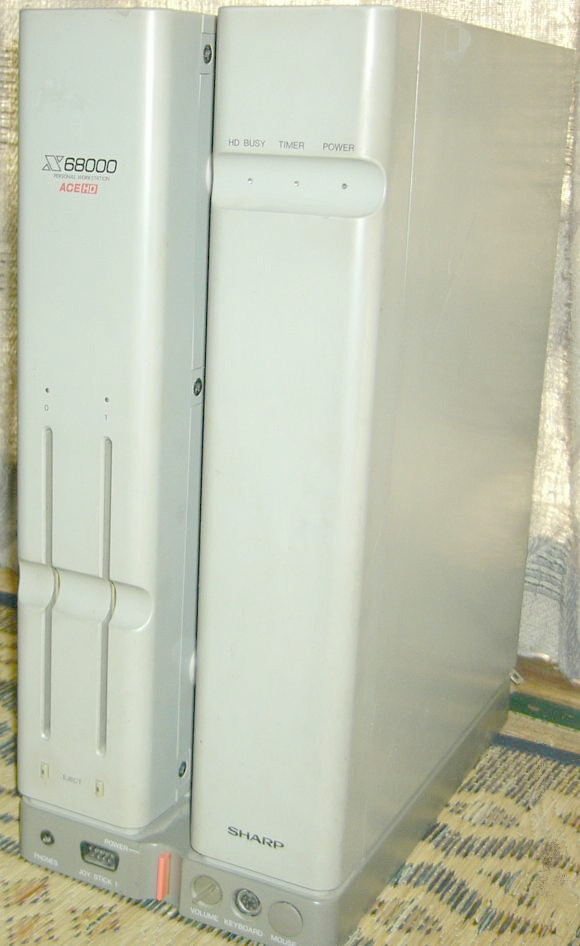
Sharp X68000 sul quale girava BattleTech: Ubawareta Seihai

## Trama
L'ambientazione generale è quella di BattleTech, dove l'umanità ha colonizzato una larga porzione di Via Lattea, poi suddivisa in Stati interstellari controllati da dinastie nobiliari guerrafondaie. In conseguenza di ciò, la galassia è divenuta teatro di ostilità interminabili. I mech detti BattleMech, macchine imponenti e avanzate, in genere antropomorfe, condotte da un'élite di piloti chiamati MechWarrior, divennero determinanti sui campi di battaglia. 